# Campeonato Europeo de Duatlón Campo a Través
El Campeonato Europeo de Duatlón Campo a Través es la máxima competición a nivel europeo de duatlón campo a través. Es organizado desde 2015 por la Unión Europea de Triatlón.

## Ediciones
| N.º  | Año  | Sede            | País     |
| ---- | ---- | --------------- | -------- |
| I    | 2015 | Castro Urdiales | España   |
| II   | 2016 | Târgu Mureș     | Rumania  |
| III  | 2017 | Târgu Mureș     | Rumania  |
| IV   | 2018 | Ibiza           | España   |
| V    | 2019 | Târgu Mureș     | Rumania  |
| VI   | 2021 | Andalo          | Italia   |
| VII  | 2022 | Bilbao          | España   |
| VIII | 2023 | Riva del Garda  | Italia   |
| IX   | 2024 | Coímbra         | Portugal |

## Palmarés

### Masculino
| N.º  | Año  | Sede                        | Oro                          | Plata                         | Bronce                            |
| ---- | ---- | --------------------------- | ---------------------------- | ----------------------------- | --------------------------------- |
| I    | 2015 | Castro Urdiales · ( España) | Kris Coddens · Bélgica       | Julen Larruzea · España       | Jesús de la Morena · España       |
| II   | 2016 | Târgu Mureș · ( Rumania)    | Xavier Jové · España         | Joan Freixa · España          | Ciprian Bălănescu · Rumania       |
| III  | 2017 | Târgu Mureș · ( Rumania)    | Brice Daubord Francia        | Pavel Andreev · Rusia         | Kris Coddens · Bélgica            |
| IV   | 2018 | Ibiza · ( España)           | Tim Van Hemel · Bélgica      | Camilo Puertas · España       | Andreas Silberbauer · Austria     |
| V    | 2019 | Târgu Mureș · ( Rumania)    | Arthur Serrieres Francia     | Andreas Silberbauer · Austria | Filippo Rinaldi · Italia          |
| VI   | 2021 | Andalo · ( Italia)          | Giuseppe Lamastra · Italia   | Alessandro Saravalle · Italia | Jens Emil Sloth Nielsen Dinamarca |
| VII  | 2022 | Bilbao · ( España)          | Sébastien Carabin · Bélgica  | Alessandro Saravalle · Italia | Nicolas De Smet · Bélgica         |
| VIII | 2023 | Riva del Garda · ( Italia)  | Thibaut De Smet · Bélgica    | Sébastien Carabin · Bélgica   | Alessandro Saravalle · Italia     |
| IX   | 2024 | Coímbra ( Portugal)         | José Ignacio Gálvez · España | Fabian Holbach · Alemania     | Sébastien Carabin · Bélgica       |

### Femenino
| N.º  | Año  | Sede                        | Oro                            | Plata                          | Bronce                         |
| ---- | ---- | --------------------------- | ------------------------------ | ------------------------------ | ------------------------------ |
| I    | 2015 | Castro Urdiales · ( España) | Margarita Fullana · España     | Louise Fox Reino Unido         | Yolanda Magallón · España      |
| II   | 2016 | Târgu Mureș · ( Rumania)    | Margarita Fullana · España     | Kristína Lapinová · Eslovaquia | Yulia Surikova · Rusia         |
| III  | 2017 | Târgu Mureș · ( Rumania)    | Sanne Broeksma · Países Bajos  | Daria Rogozina · Rusia         | Kristína Lapinová · Eslovaquia |
| IV   | 2018 | Ibiza · ( España)           | Kristína Lapinová · Eslovaquia | Daria Rogozina · Rusia         | Sanne Broeksma · Países Bajos  |
| V    | 2019 | Târgu Mureș · ( Rumania)    | Morgane Riou Francia           | Sandra Mairhofer · Italia      | Eleonora Peroncini · Italia    |
| VI   | 2021 | Andalo · ( Italia)          | Morgane Riou Francia           | Diede Diederiks · Países Bajos | Daria Rogozina RTF             |
| VII  | 2022 | Bilbao · ( España)          | Anna-Lena Theisen · Alemania   | Morgane Riou Francia           | Noor Dekker · Países Bajos     |
| VIII | 2023 | Riva del Garda · ( Italia)  | Marta Menditto · Italia        | Anna Zehnder · Suiza           | Kristína Lapinová · Eslovaquia |
| IX   | 2024 | Coímbra ( Portugal)         | Anna Zehnder · Suiza           | Marta Cabello · España         | Lisa Isebaert · Bélgica        |

## Medallero
- Actualizado hasta Coímbra 2024 (prueba élite individual).[1]

| Núm. | País         | Oro | Plata | Bronce | Total |
| ---- | ------------ | --- | ----- | ------ | ----- |
| 1    | España       | 4   | 4     | 2      | 10    |
| 2    | Bélgica      | 4   | 1     | 4      | 9     |
| 3    | Francia      | 4   | 1     | 0      | 5     |
| 4    | Italia       | 2   | 3     | 3      | 8     |
| 5    | Eslovaquia   | 1   | 1     | 2      | 4     |
| 5    | Países Bajos | 1   | 1     | 2      | 4     |
| 7    | Alemania     | 1   | 1     | 0      | 2     |
| 7    | Suiza        | 1   | 1     | 0      | 2     |
| 9    | Rusia        | 0   | 3     | 2      | 5     |
| 10   | Austria      | 0   | 1     | 1      | 2     |
| 11   | Reino Unido  | 0   | 1     | 0      | 1     |
| 12   | Dinamarca    | 0   | 0     | 1      | 1     |
| 12   | Rumania      | 0   | 0     | 1      | 1     |
|      | TOTAL        | 18  | 18    | 18     | 54    |